# ペンスキー・PC27
ペンスキー・PC27（Penske PC-27）は、ペンスキーがCART用に開発・設計されたオープンホイールレースカーである。前モデルペンスキー・PC26をベースにして開発された。PC27は1998年、改良型であるPC27Bは1999年のCARTシーズンの一部で使用された。30戦出場し、最高成績は1998年バドワイザー500で記録した2位。PC27は、チームがカスタマーシャシーに完全に移行する前にペンスキーが製造した最後のCARTレーシングカーであった。

## 歴史

### 1998年
PC27は開幕戦マイアミでデビューし、アル・アンサーJr.はトランスミッショントラブルでリタイア、アンドレ・リベイロは17位で終わった。もてぎ戦ではアンサーJr.は2位、リベイロは9位だった。ロングビーチ戦では、アンサーJr.はエリオ・カストロネベスと接触、リベイロはオイル漏れが原因でリタイアを喫した。リベイロはナザレス戦で予選落ち、アンサーJr.は15位で終わった。リオ戦ではアンサーJr.はエンジントラブル、リベイロはトランスミッショントラブルで2回目の両ドライバーともリタイアした。 デトロイト戦では、アンサーJr.はトランスミッショントラブルでリタイア、リベイロは16位でフィニッシュした。両ドライバーともポートランド戦を完走し、アンサーJr.は5位、リベイロは残り3周でトランスミッショントラブルでストップしたが、結果的に15位でフィニッシュした。クリーブランド戦では、アンサーJr.は残り4周でシフトリンケージのトラブルでストップしたが17位完走扱い、リベイロはトランスミッショントラブルでリタイア、アンサーJr.はトロント戦でのヘアピンでガルター・サレスと接触したにもかかわらず17位でフィニッシュ、リベイロはトランスミッショントラブルでリタイアに終わった。エルクハート・レイク戦では両ドライバーがリタイアに終わり、アンサーJr/はパトリック・カーペンティアと接触、リベイロはエンジントラブルが原因だった。両ドライバーともバンクーバー戦を完走し、アンサーJr.は5位、リベイロは7位となった。2戦連続で両ドライバーが完走したモントレー戦では、アンサーJr.が6位、リベイロが14位となった。3戦連続両ドライバーが完走したヒューストン戦では、アンサーJr.が7位、リベイロは17位となった。4戦連続両ドライバーが完走したサーファーズ・パラダイス戦では、アンサーJr.が22位、リベイロが13位となった。1998年シーズン最終戦カリフォルニア戦でリベイロは接触事故を起こし、アンサーJr.はオイル漏れが原因でリタイアを余儀なくされた。

### 1999年
チームはPC27をPC27Bに改良し、アンサーJr.もチームに残ったが、1999年2月にリベイロが引退したため、ペンスキーは1999年シーズンのほとんどを1台の車で走らせた。シーズン開幕戦はマイアミで、アンサーJr.がクラッシュして足を骨折した。アンサーJr.の代役としてブラジル人のタルソ・マルケスがもてぎ戦に出場し、14位で終わった。マルケスは、ロングビーチ戦でエリオ・カストロネベスおよびスコット・プルーエットと接触した後リタイアした。アンサーJr.はナザレス戦に復帰したが、クラッシュしてリタイアした。2台のPC27BがアンサーJr.とマルケスのためにリオ戦にエントリーし、マルケスは9位、アンサーJr.は12位で終わった。マディソン戦で、アンサーJr.はローラ・B99/00にスイッチ、マルケスはPC27Bを使い続けたが、クラッシュを喫してリタイアに終わった。チームは、次の5戦（ミルウォーキー、ポートランド、クリーブランド、エルクハート・レイク、トロント）でB99/00を使用した。PC27Bは、アンサーJr.とアレックス・バロンの2台のPC27Bでミシガン戦に戻したが、エンジントラブルにより2名共リタイアに終わった。チームは、次の5戦（デトロイト、レキシントン、シカゴ、バンクーバー、モントレー）でB99/00を使用した。PC27Bは、ヒューストン戦にアンサーJr.のみ使用し、15位でフィニッシュした。サーファーズ・パラダイス戦では、メカニカルトラブルによりリタイアとなった。シーズン最終戦のカリフォルニアには、アンサーJr.とバロンの2台のPC27Bがエントリーし、アンサーJr.は7位、バロンはクラッシュによりリタイアとなった。